# Суперкубок Західного берегу з футболу
Суперкубок Західного берегу з футболу — одноматчевий футбольний клубний турнір у Палестині на Західному березі річки Йордан. У суперкубку зустрічається чемпіон Західного берегу та переможець кубку Західного берегу минулого сезону.

## Фінали
| Сезон   | Переможець             | Фіналіст                 | Рахунок       |
| ------- | ---------------------- | ------------------------ | ------------- |
| 2010    | Тараджі (Ваді Аль-Нес) | Джабал Аль-Мукабер       | 1–1 пен. 4–3  |
| 2011    | Гіляль Аль-Кудс        | Марказ Шабаб (Аль-Амарі) | 4–0           |
| 2012    | Шабаб (Аль-Дхахірія)   | Гіляль Аль-Кудс          | 2–1           |
| 2013    | Шабаб Аль-Халіль       | Шабаб (Аль-Дхахірія)     | 1–1 пен. 4–2  |
| 2014    | Гіляль Аль-Кудс        | Тараджі (Ваді Аль-Нес)   | 3–0           |
| 2015    | Ахлі Аль-Халіль        | Шабаб (Аль-Дхахірія)     | 3–2           |
| 2016    | Ахлі Аль-Халіль        | Шабаб Аль-Халіль         | 2–0           |
| 2017    | Гіляль Аль-Кудс        | Ахлі Аль-Халіль          | 2–1           |
| 2018    | Гіляль Аль-Кудс        | Такафі (Тулкарем)        | 2–1           |
| 2019-21 | не проводився          | не проводився            | не проводився |

## Титули за клубами
| Команда                | Перемоги | Роки перемог           |
| ---------------------- | -------- | ---------------------- |
| Гіляль Аль-Кудс        | 4        | 2011, 2014, 2017, 2018 |
| Ахлі Аль-Халіль        | 2        | 2015, 2016             |
| Шабаб Аль-Халіль       | 1        | 2013                   |
| Шабаб (Аль-Дхахірія)   | 1        | 2012                   |
| Тараджі (Ваді Аль-Нес) | 1        | 2010                   |